# Bräkenlackskinn
Bräkenlackskinn (Phlebiella filicina) är en svampart som först beskrevs av Hubert Bourdot, och fick sitt nu gällande namn av K.H. Larss. & Hjortstam 1987. Phlebiella filicina ingår i släktet Phlebiella, ordningen Polyporales, klassen Agaricomycetes, divisionen basidiesvampar och riket svampar.   Inga underarter finns listade i Catalogue of Life.
I den svenska databasen Dyntaxa används istället namnet Aphanobasidium filicinum för samma taxon.  Arten är reproducerande i Sverige.